# Jacques Martin (kardynał)
Jacques Martin (ur. 26 sierpnia 1908 w Amiens, zm. 27 września 1992 w Watykanie) – francuski duchowny rzymskokatolicki, kardynał, prefekt Domu Papieskiego.

## Życiorys
Studiował na uniwersytecie w Strasburgu, następnie we Francuskim Seminarium w Rzymie; święcenia kapłańskie przyjął 14 października 1934. Kontynuował studia na Papieskim Uniwersytecie Gregoriańskim w Rzymie (gdzie obronił doktorat z teologii), na Papieskim Uniwersytecie Laterańskim (obronił tamże doktorat z prawa kanonicznego) oraz w Papieskiej Akademii Duchownej. W 1938 wstąpił do służby dyplomatycznej Watykanu, w maju t.r. wchodził w skład delegacji papieskiej na 34. Międzynarodowy Kongres Eucharystyczny w Budapeszcie. Otrzymał kilka tytułów honorowych - nadzwyczajnego tajnego szambelana (1941), papieskiego prałata domowego (1951), nadzwyczajnego protonotariusza apostolskiego (infułata) i kanonika przy bazylice watykańskiej (1958). W 1954 reprezentował papieża Piusa XII na obchodach 25-lecia koronacji cesarza Etiopii Haile Selassie I. W styczniu 1964 towarzyszył Pawłowi VI w jego pielgrzymce do Ziemi Świętej.
Paweł VI mianował go biskupem tytularnym Neapoli do Palestrina w styczniu 1964; sakry biskupiej udzielił Martinowi kardynał Paolo Marella 11 lutego 1964 w Watykanie. W kwietniu 1969 Martin został powołany na stanowisko prefekta Domu Papieskiego. W grudniu 1986 przeszedł w stan spoczynku, odbierając jednocześnie nominację na arcybiskupa tytularnego.
W czerwcu 1988 Jan Paweł II wyniósł go do godności kardynalskiej, z tytułem diakona Sacro Cuore di Cristo Re. Zaledwie dwa miesiące po tej nominacji kardynał Martin ukończył 80 lat, co oznaczało utratę prawa udziału w konklawe. Zmarł we wrześniu 1992; początkowo został pochowany na cmentarzu Campo Verano w Rzymie, w grudniu 1997 spoczął w bazylice Sacro Cuore di Cristo Re w Rzymie.